# Chinon (hrad)
Hrad Chinon (francouzsky forteresse royale de Chinon – „královská pevnost Chinon“) se nachází ve městě Chinon v departementu Indre-et-Loire, region Centre-Val de Loire.
Leží na skále nad řekou Vienna, přítokem Loiry. Patří mezi zámky na Loiře.

## Historie

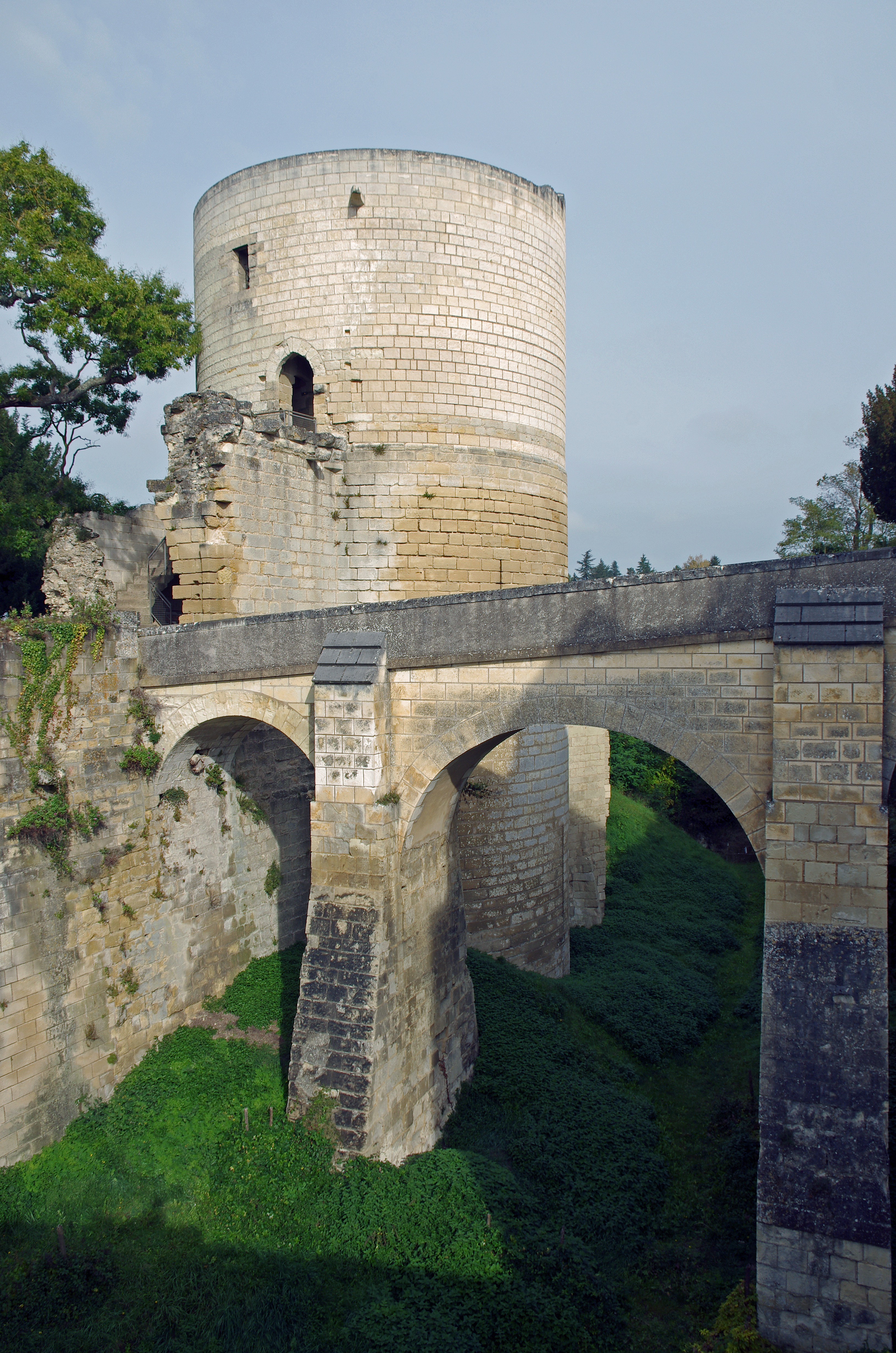
Tour du Coudray, kde byla vězněna Eleonora Akvitánská a ubytována Panna Orleánská

Původní románský htrad Chinon byl postaven na základech římské pevnosti z 5. stol. V 10. století držela hrad hrabata z Blois a v 11. století se dostal do moci hrabství Anjou. Ve 12. století si z Chinonu udělal Jindřich II. Plantagenet hlavní město pevninské části své anjouovské říše, která se táhla od Normandie po Pyreneje. Zde také v roce 1173 uvěznil svou manželku Eleonoru Akvitánskou, která podporovala vzpouru jejich synů, a v roce 1189 zde Jindřich zemřel. Z jeho období také pochází podstatná část středověké části hradu.
V roce 1205 získal hrad po mnohaměsíčním obléhání francouzský král Filip II. August, který zde nechal vybudovat válcový donjon Tour du Coudray typický pro novou královskou fortifikační architekturu, posílit hradby a vybavit je střílnami pro lučištníky.
V roce 1308 zde francouzský král Filip IV. zadržoval Jacquese de Molay a další představitele řádu templářů a byl zde vyslanci papeže Klementa V. vyhotoven Chinonský pergamen, důležitý v dějinách sporu templářů s Filipem IV., který v roce 1312 přiměl papeže ke zrušení řádu.
V roce 1429 se na hradě setkala Jana z Arku s králem Karlem VII. a byla zde ověřováno její panenství.
V novověku ztratilo sídlo význam a začalo postupně chátrat a v 19. století se uvažovalo o stržení nebezpečných budov. O obnovu se zasloužil generální inspektor historických památek a spisovatel Prosper Mérimée. Na počátku 21. století se památka stala předmětem rozsáhlých průzkumných a restauračních prací.

## Popis
Částečně dochovalý a rekonstruovaný hrad stojí na vyvýšené ostrožně nad řekou Vienne, ze tří stran chráněn terénem a na čtvrté příkopem. Hrad má tři části oddělené také suchými příkopy. Největší střední část (Château du milieu) obsahuje královský palác, vstupní Tour de l'Horloge (Hodinovou věž) a další stavby. Východní část se nazývá fort Saint–Georges (pevnost sv. Jiří), zbudoval ji Jindřich II. v 2. polovině 12. století a byla zde kaple zasvěcená patronu Anglie svatému Jiří. Západní fort du Coudray vybudoval na začátku 13. století Filip II. a vyznačuje se typickým opevněním s válcovými věžemi, z nichž největší je obytný donjon Tour du Coudray při vstupu ze středního hradu.